# Doliops duodecimpunctata
Doliops duodecimpunctata là một loài bọ cánh cứng trong họ Cerambycidae.